# Hermione Gingold
Pour les articles homonymes, voir Gingold.
Hermione Gingold, née le 9 décembre 1897 à Maida Vale et morte le 24 mai 1987 à New York d'une pneumonie, est une actrice britannique.
Actrice de théâtre, spécialisée dans les personnages d'excentriques, elle a principalement travaillé aux États-Unis à partir des années 1950, tenant également des rôles au cinéma et à la télévision.

## Filmographie
- 1932 : Carnaval (Dance Pretty Lady)
- 1936 : Someone at the Door : Lizzie Appleby
- 1937 : Merry Comes to Town : Ida Witherspoon
- 1938 : Meet Mr. Penny : Mrs. Wilson
- 1943 : The Butler's Dilemma : Aunt Sophie
- 1952 : Cosh Boy : Queenie
- 1952 : The Pickwick Papers : Miss Tompkins
- 1953 : Trois Adam au paradis (Our Girl Friday) : Spinster
- 1956 : Le Tour du monde en quatre-vingts jours (Around the World in Eighty Days) : Sporting Lady
- 1958 : Gigi, de Vincente Minnelli : Madame Alvarez
- 1958 : Adorable voisine (Bell Book and Candle) : Bianca de Passe
- 1961 : La Lame nue (The Nacked edge) de Michael Anderson): Lilly Harris
- 1962 : The Music Man : Eulalie Mackechnie Shinn
- 1962 : Chat, c'est Paris (Gay Purr-ee) d'Abe Levitow : Mme. Rubens-Chatte (voix)
- 1964 : I'd Rather Be Rich : Miss Grimshaw
- 1965 : Harvey Middleman, Fireman : Mrs. Koogleman
- 1965 : The Itch : The Woman (voix)
- 1965 : Promise Her Anything : Mrs. Luce
- 1966 : Frankenstein et les faux-monnayeurs (Munster, Go Home) : Lady Effigie Munster
- 1967 : Before the Fringe (série TV)
- 1967 : Le Grand Départ vers la Lune (Rocket to the Moon) : Angelica
- 1969 : Winter of the Witch (TV) : Witch
- 1971 : Banyon (TV) : Peggy Revere
- 1972 : The Special London Bridge Special : The Lady Bus Conductor
- 1976 : Tubby the Tuba : Miss Squeek (voix)
- 1977 : Simple Gifts (TV)
- 1977 : A Little Night Music : Mme. Armfeldt
- 1982 : Amy & the Angel (TV) : Pincus
- 1983 : How to Be a Perfect Person in Just Three Days (TV) : Miss Sandwich
- 1984 : À la recherche de Garbo (Garbo Talks) : Elizabeth Rennick

## Distinctions
- 1959 : Golden Globe de la meilleure actrice dans un second rôle pour Gigi